# ألكسندر مالين
ألكسندر مالين (بالروسية: Малин, Александр Анатольевич)‏ (3 فبراير 1973 بتامبوف في روسيا - ) هو مدرب كرة قدم ولاعب كرة قدم روسي (وحمل سابقاً جنسية الاتحاد السوفيتي) في مركز الوسط. لعب مع دينامو بريانسك ودينامو ستافروبول ونادي تامبوف ‏ وFC Spartak Tambov ‏ وFC Volgar Astrakhan ‏ وFC Metallurg Lipetsk ‏ وFC Industriya Borovsk ‏.

## وصلات خارجية
- ألكسندر مالين على موقع قاعدة بيانات كرة القدم.إي يو (الإنجليزية)